# Szeroka (Rosocha)
Szeroka (słow. Široká) – szczyt w słowackich Tatrach Zachodnich. Znajduje się w południowej części grani Rosochy, która od Banówki w grani głównej odbiega w południowym kierunku i oddziela Dolinę Jałowiecką od Doliny Żarskiej. Szeroka jest na mapach zaznaczana jako szczyt, w rzeczywistości jednak jest to niemal płaski odcinek grani. Na Szerokiej grań ulega rozczłonkowaniu na trzy grzbiety:
- południowo-zachodnio-zachodni grzbiet Zajęczyniec,
- południowo-zachodni grzbiet Trzciański Groń,
- południowy grzbiet opadający poprzez Keczkę.

Wszystkie te grzbiety opadają do Kotliny Liptowskiej. Pomiędzy nimi znajdują się dolinki: Krzywy Żleb, Dolina Wierzbicka i dolina Łuczywnik. Ponadto z Szerokiej do Doliny Żarskiej opada jeszcze grzęda oddzielająca Mikulcowy Żleb od najbardziej północnego z Gładkich Żlebów. Na grzędzie tej znajduje się Polana na Mikułowcu. Wierzchołek i grań Szerokiej są trawiaste i stopniowo zarastające kosodrzewiną, szczególnie od strony Doliny Żarskiej. W stokach opadających do tej doliny nieco poniżej grani Szerokiej występuje niezbyt wysoki pas skał.
Zimą spod Szerokiej górną częścią Skalistego Żlebu i doliny Łuczywnik schodzą lawiny. Lawiny schodzą również Mikulcowym Żlebem i pięcioma płytkimi Gładkimi Żlebami do dna Doliny Żarskiej. Mikulcowy Żleb ma wylot tuż na południe od Polany na Młaki, Gładkie Żleby uchodzą w okolicach Polany pod Gładkiem.
Przez Szeroką nie prowadzi żaden znakowany szlak turystyki pieszej, jednak na grani Rosocha – Szeroka dopuszczalne jest uprawianie paralotniarstwa. Na Rosochę i Szeroką wychodzi się zazwyczaj od Schroniska Żarskiego przez Jałowiecką Przełęcz, dawne pasterskie drogi i ścieżki od południowej strony zarosły już lasem i kosodrzewiną.